# Energy Star

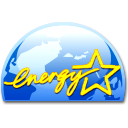
El logotip d'Energy Star es posa a productes energèticament eficients

Energy Star és un programa conjunt de l'Agència de Protecció Mediambiental dels Estats Units (US EPA) i el Departament d'Energia dels Estats Units (US DOE) per a fomentar els productes de consum energèticament eficients. És molt conegut per l'aparició del seu logotip en molts productes i perifèrics informàtics, encara que a molts productes destinats a Europa es fa servir en el seu lloc la certificació TCO, una classificació combinada d'ús d'energia i ergonomia de la Confederació Sueca d'Empleats Professionals (TCO).

## Història
El programa ENERGY STAR va ser creat en 1992 per l'Agencia de Protecció Mediambiental dels Estats Units (US EPA), en un intent per a reduir el consum energètic i les emissions d'efecte hivernacle de les centrals elèctriques. El programa va ser elaborat per John S. Hoffman, inventor dels Green Programs (Programes Verds) al US EPA i implementat per Caty Zoi i Brian Johnson. El programa es va pensar per a ser una part d'una sèrie de programes voluntaris, com ara Green Lights (Llums Verdes) i els Methane Programs (Programes del Metà), que demostrarien el potencial de benefici en la reducció de gasos amb efecte d'hivernacle i facilitarien més mesures per a reduir els gasos que escalfen la Terra.
Va començar com un programa d'etiquetatge voluntari per a identificar i fomentar els productes energèticament eficients, i els productes informàtics van ser els primers a ser etiquetats. Des de 1995 s'ha estès a equips de climatització per a habitatges, equipament d'oficina, il·luminació, electrònica per a la llar, i altres electrodomèstics importants. L'etiqueta també es pot trobar en alguns habitatges nous i edificis comercials i industrials.
La EPA estima que això va estalviar als americans uns 14.000 milions de dòlars en despeses energètiques només durant 2006. ENERGY STAR ha impulsat fortament la generalització de l'ús de semàfors de LEDs, fluorescents eficients, sistemes de gestió d'energia per a equips d'oficina, i l'ús reduït d'energia en standby.

## Especificacions
Fonamentalment estableixen que un ordinador, des del punt de vista de la gestió energètica, pot estar:
- Desocupat: Sistema Operatiu executant-se però sense programes.
- Dormit: Res s'està executant però l'ordinador pot començar a funcionar ràpidament.
- En espera: Pot encendre's sense intervenció mecànica.

### Versió 3.0

#### Nivell I
La versió 3.0, nivell I, s'aplica als models d'ordinador venuts a partir de l'1 de juliol de 1999 i abans de l'1 de juliol de 2000.
Perquè un ordinador sigui conforme amb ENERGY STAR durant aquest període, ha de satisfer les següents condicions:
- L'ordinador ha d'entrar en mode dormit després d'un període d'inactivitat.
- Si l'ordinador és entregat amb la capacitat d'estar a una xarxa, ha de tenir la capacitat d'entrar en mode dormit mentre està a la xarxa.
- Si l'ordinador és entregat amb la capacitat d'estar en una xarxa, ha de conservar en mode dormit la seva capacitat per a respondre a esdeveniments per a despertar-se dirigits a l'ordinador mentre està a la xarxa. Si l'esdeveniment per a despertar-se requereix que l'ordinador surti del mode dormit i faci una tasca, l'ordinador ha de reentrar en mode dormit després d'un període d'inactivitat següent a la finalització de la tasca demanada. Els col·laboradors poden fer servir qualsevol mitjà disponible per a assolir el comportament descrit en aquesta subsecció.
- Un ordinador la font d'alimentació del qual tingui una potència de sortida continua màxima menor o igual a 200 watts (≤ 200W) ha d'entrar automàticament en un estat de baixa-potència/dormit de 30 watts o menys després d'un període especificat d'inactivitat. Un ordinador la font d'alimentació del qual tingui una potència de sortida continua màxima major de 200 watts (> 200W) ha d'entrar automàticament en un estat de baixa-potencia/dormit de no més del 15 per cent (15%) del seu nivell de potència de sortida contínua màxima després d'un període especificat d'inactivitat.

#### Nivell II
La versió 3.0, nivell II, s'aplica als models d'ordinador venuts a partir de l'1 de juliol de 2000.

### Versió 4.0
S'espera que s'apliqui per als models d'ordinadors venuts a partir del 20 de juliol de 2007. Els requeriments són més estrictes que a les especificacions actuals i equips com els existents ara no faran servir més el logotip, a menys que siguin reclassificats. Els requeriments energètics són del 80% d'eficiència per a les fonts d'alimentació de corrent altern d'acord amb els estàndards definits al 80 PLUS Program (Programa 80 o més).